# サンドロ・ラウリンド・ダ・シウヴァ
サンドロ・シウヴァ（Sandro Silva）ことサンドロ・ラウリンド・ダ・シウヴァ（ポルトガル語: Sandro Laurindo da Silva、1984年4月29日 - ）は、ブラジルの元サッカー選手。現役時代のポジションはMF。

## クラブ歴
2007年にミラソウFCで選手となった。2008年にSEパルメイラスに移籍。2010年2月10日に翌年5月までの契約でボタフォゴFRに期限付き移籍。しかし2010年夏に220万ユーロの移籍金でマラガCFに完全移籍した。翌年夏に200万ユーロの買取オプションつきの期限付き移籍でSCインテルナシオナルに移籍しブラジルに復帰。

## タイトル
ボタフォゴ
- カンピオナート・カリオカ: 2010

インテルナシオナル
- カンピオナート・ガウショ: 2012

ヴァスコ・ダ・ガマ
- カンピオナート・カリオカ: 2015